# Bulgária az 1992. évi téli olimpiai játékokon
Bulgária a franciaországi Albertville-ben megrendezett 1992. évi téli olimpiai játékok egyik részt vevő nemzete volt. Az országot az olimpián 7 sportágban 30 sportoló képviselte, akik érmet nem szereztek.

## Alpesisí
Férfi
| Versenyző              | Versenyszám            | 1. futam      | 1. futam      | 2. futam | 2. futam | Összesítés | Összesítés |
| Versenyző              | Versenyszám            | Idő           | Hely.         | Idő      | Hely.    | Idő        | Helyezés   |
| ---------------------- | ---------------------- | ------------- | ------------- | -------- | -------- | ---------- | ---------- |
| Petar Dicsev           | Lesiklás               |               |               |          |          | 2:01,21    | 37.        |
| Petar Dicsev           | Műlesiklás             | 56,21         | 32.           | 56,70    | 29.      | 1:52,91    | 26.        |
| Petar Dicsev           | Óriás-műlesiklás       | 1:09,85       | 37.           | 1:06,53  | 29.      | 2:16,38    | 30.        |
| Petar Dicsev           | Szuperóriás-műlesiklás |               |               |          |          | 1:18,87    | 45.        |
| Boriszlav Dimitracskov | Műlesiklás             | 57,48         | 40.           | 57,67    | 33.      | 1:55,15    | 33.        |
| Boriszlav Dimitracskov | Óriás-műlesiklás       | 1:12,08       | 47.           | 1:09,57  | 41.      | 2:21,65    | 41.        |
| Boriszlav Dimitracskov | Szuperóriás-műlesiklás |               |               |          |          | 1:20,67    | 52.        |
| Ljubomir Popov         | Műlesiklás             | nem ért célba | nem ért célba | kiesett  | kiesett  | kiesett    | kiesett    |
| Ljubomir Popov         | Óriás-műlesiklás       | 1:10,72       | 42.           | 1:07,29  | 32.      | 2:18,01    | 33.        |
| Ljubomir Popov         | Szuperóriás-műlesiklás |               |               |          |          | kizárták   | kizárták   |

| Versenyző      | Versenyszám | Lesiklás | Lesiklás | Lesiklás | Műlesiklás | Műlesiklás | Műlesiklás    | Műlesiklás    | Műlesiklás | Műlesiklás | Műlesiklás | Összesítés | Összesítés |
| Versenyző      | Versenyszám | Lesiklás | Lesiklás | Lesiklás | 1. futam   | 1. futam   | 2. futam      | 2. futam      | Össz.      | Össz.      | Össz.      | Összesítés | Összesítés |
| Versenyző      | Versenyszám | Idő      | Pont     | Hely.    | Idő        | Hely.      | Idő           | Hely.         | Idő        | Pont       | Hely.      | Pont       | Helyezés   |
| -------------- | ----------- | -------- | -------- | -------- | ---------- | ---------- | ------------- | ------------- | ---------- | ---------- | ---------- | ---------- | ---------- |
| Petar Dicsev   | Összetett   | 1:53,52  | 87,15    | 42.      | 50,80      | 11.        | 52,80         | 9.            | 1:43,60    | 14,44      | 10.        | 101,59     | 22.        |
| Ljubomir Popov | Összetett   | 1:52,74  | 79,20    | 41.      | 48,72      | 2.         | nem ért célba | nem ért célba | kiesett    | kiesett    | kiesett    | kiesett    | kiesett    |

## Biatlon
Férfi
| Versenyző                                                         | Versenyszám      | Lövőhiba | Időeredmény | Helyezés |
| ----------------------------------------------------------------- | ---------------- | -------- | ----------- | -------- |
| Szpasz Gulev                                                      | 10 km sprint     | 2        | 30:16,6     | 74.      |
| Bojcso Popov                                                      | 10 km sprint     | 1        | 29:44,6     | 65.      |
| Bojcso Popov                                                      | 20 km egyéni     | 3        | 1:07:03,7   | 73.      |
| Kraszimir Videnov                                                 | 10 km sprint     | 1        | 28:04,0     | 35.      |
| Kraszimir Videnov                                                 | 20 km egyéni     | 1        | 59:32,5     | 14.      |
| Hriszto Vodenicsarov                                              | 20 km egyéni     | 4        | 1:05:32,7   | 68.      |
| Szpasz Zlatev                                                     | 10 km sprint     | 1        | 28:45,9     | 54.      |
| Szpasz Zlatev                                                     | 20 km egyéni     | 1        | 1:01:26,2   | 31.      |
| Kraszimir Videnov Hriszto Vodenicsarov Szpasz Gulev Szpasz Zlatev | 4 × 7,5 km váltó | 0        | 1:31:49,6   | 14.      |

Női
| Versenyző                                                      | Versenyszám      | Lövőhiba | Időeredmény | Helyezés |
| -------------------------------------------------------------- | ---------------- | -------- | ----------- | -------- |
| Nadezsda Alekszieva                                            | 7,5 km sprint    | 0        | 24:55,8     | 4.       |
| Nadezsda Alekszieva                                            | 15 km egyéni     | 1        | 52:30,2     | 5.       |
| Szilvana Blagoeva                                              | 7,5 km sprint    | 2        | 25:33,5     | 8.       |
| Szilvana Blagoeva                                              | 15 km egyéni     | 5        | 56:42,3     | 25.      |
| Iva Karagjozova-Skodreva                                       | 7,5 km sprint    | 5        | 27:42,6     | 33.      |
| Iva Karagjozova-Skodreva                                       | 15 km egyéni     | 4        | 55:22,4     | 17.      |
| Marija Manolova                                                | 15 km egyéni     | 3        | 55:10,6     | 16.      |
| Vera Vucseva                                                   | 7,5 km sprint    | 1        | 27:01,0     | 23.      |
| Szilvana Blagoeva Nadezsda Alekszieva Iva Karagjozova-Skodreva | 3 × 7,5 km váltó | 0        | 1:18:54,8   | 4.       |

## Bob
| Versenyző                                                           | Versenyszám | 1. futam | 1. futam | 2. futam | 2. futam | 3. futam | 3. futam | 4. futam | 4. futam | Összesítés | Összesítés |
| Versenyző                                                           | Versenyszám | Idő      | Hely.    | Idő      | Hely.    | Idő      | Hely.    | Idő      | Hely.    | Idő        | Helyezés   |
| ------------------------------------------------------------------- | ----------- | -------- | -------- | -------- | -------- | -------- | -------- | -------- | -------- | ---------- | ---------- |
| Cvetozar Viktorov Valentin Atanaszov                                | Kettes      | 1:02,35  | 31.      | 1:02,11  | 25.      | 1:02,20  | 25.      | 1:02,11  | 21.      | 4:08,77    | 28.        |
| Nikolaj Dimitrov Dimitar Dimitrov                                   | Kettes      | 1:02,89  | 36.      | 1:03,59  | 39.      | 1:03,71  | 41.      | 1:03,43  | 38.      | 4:13,62    | 39.        |
| Cvetozar Viktorov Dimitar Dimitrov Jordan Ivanov Valentin Atanaszov | Négyes      | 1:00,05  | 24.      | 1:00,28  | 24.*     | 1:00,09  | 22.      | 1:00,17  | 22.      | 4:00,59    | 22.*       |

* - egy másik csapattal azonos eredményt ért el

## Műkorcsolya
| Versenyző           | Versenyszám | Rövid program     | Rövid program | Rövid program | Kűr               | Kűr   | Kűr         | Összesítés         | Összesítés |
| Versenyző           | Versenyszám | Több. hely. száma | Hely.         | Hely. pont.   | Több. hely. száma | Hely. | Hely. pont. | Helyezési pontszám | Helyezés   |
| ------------------- | ----------- | ----------------- | ------------- | ------------- | ----------------- | ----- | ----------- | ------------------ | ---------- |
| Viktorija Dimitrova | Női egyéni  | 5×19+             | 18.           | 9,0           | 7×17+             | 17.   | 17,0        | 26,0               | 17.        |

## Sífutás
Férfi
| Versenyző                                                       | Versenyszám         | Eredmény  | Helyezés |
| --------------------------------------------------------------- | ------------------- | --------- | -------- |
| Szlavcso Batinkov                                               | 10 km               | 31:47,4   | 53.      |
| Szlavcso Batinkov                                               | 15 km üldözőverseny | 46:41,6   | 63.      |
| Szlavcso Batinkov                                               | 30 km               | 1:34:39,2 | 63.      |
| Iszkren Plankov                                                 | 10 km               | 32:49,2   | 70.      |
| Iszkren Plankov                                                 | 30 km               | 1:36:58,2 | 67.      |
| Ivan Szmilenov                                                  | 10 km               | 31:54,7   | 55.      |
| Ivan Szmilenov                                                  | 30 km               | 1:32:25,5 | 53.      |
| Szpasz Zlatev                                                   | 50 km               | 2:28:07,1 | 59.      |
| Petar Zografov                                                  | 10 km               | 35:42,2   | 86.      |
| Petar Zografov                                                  | 15 km üldözőverseny | 50:15,6   | 71.      |
| Petar Zografov                                                  | 50 km               | 2:22:20,8 | 50.      |
| Ivan Szmilenov Iszkren Plankov Petar Zografov Szlavcso Batinkov | 4 × 10 km váltó     | 1:51:28,0 | 13.      |

Női
| Versenyző       | Versenyszám         | Eredmény  | Helyezés |
| --------------- | ------------------- | --------- | -------- |
| Reneta Bancseva | 5 km                | 16:16,0   | 50.      |
| Reneta Bancseva | 10 km üldözőverseny | 32:28,3   | 50.      |
| Reneta Bancseva | 15 km               | 50:17,4   | 45.      |
| Reneta Bancseva | 30 km               | 1:41:44,9 | 52.      |

## Síugrás
| Versenyző         | Versenyszám | 1. ugrás | 1. ugrás | 2. ugrás | 2. ugrás | Összesítés | Összesítés |
| Versenyző         | Versenyszám | Pont     | Hely.    | Pont     | Hely.    | Pont       | Helyezés   |
| ----------------- | ----------- | -------- | -------- | -------- | -------- | ---------- | ---------- |
| Vladimir Brejcsev | Normálsánc  | 87,6     | 47.      | 85,0     | 50.      | 172,6      | 50.        |
| Vladimir Brejcsev | Nagysánc    | 61,4     | 46.      | 64,9     | 38.      | 126,3      | 46.        |
| Zahari Szotirov   | Normálsánc  | 78,9     | 56.      | 78,3     | 54.      | 157,2      | 56.        |
| Zahari Szotirov   | Nagysánc    | 38,0     | 55.      | 54,3     | 48.      | 92,3       | 55.        |
| Emil Zografszki   | Normálsánc  | 95,3     | 28.      | 88,0     | 45.      | 183,3      | 40.        |
| Emil Zografszki   | Nagysánc    | 35,0     | 56.      | 47,4     | 50.      | 82,4       | 56.        |

## Szánkó
| Versenyző                       | Versenyszám | 1. futam | 1. futam | 2. futam | 2. futam | 3. futam | 3. futam | 4. futam | 4. futam | Összesítés | Összesítés |
| Versenyző                       | Versenyszám | Idő      | Hely.    | Idő      | Hely.    | Idő      | Hely.    | Idő      | Hely.    | Idő        | Helyezés   |
| ------------------------------- | ----------- | -------- | -------- | -------- | -------- | -------- | -------- | -------- | -------- | ---------- | ---------- |
| Albena Zdravkova                | Női egyes   | 48,961   | 23.      | 48,880   | 24.      | 49,127   | 24.      | 49,271   | 24.      | 3:16,239   | 24.        |
| Ilko Karacsolov Ivan Karacsolov | Kettes      | 47,538   | 17.      | 47,514   | 17.      |          |          |          |          | 1:35,052   | 17.        |